# Eblisia maori
Eblisia maori är en skalbaggsart som först beskrevs av Heinrich Bickhardt 1918.  Eblisia maori ingår i släktet Eblisia och familjen stumpbaggar. Inga underarter finns listade i Catalogue of Life.